# 斯坦利異吻象鼻魚
斯坦利異吻象鼻魚，為輻鰭魚綱骨舌魚目象鼻魚科的其中一種。分布於非洲剛果河及坦干伊喀湖流域，棲息於水底，具有發電器官，用來偵測獵物，體長可達21公分。

## 外部連結
- 斯坦利異吻象鼻魚的圖片 （页面存档备份，存于）